# Danh sách cầu thủ tham dự giải vô địch bóng đá trẻ thế giới 1985

## Bảng A

### Bulgaria
Huấn luyện viên: Boris Anguelov
| Số | Vt | Cầu thủ              | Ngày sinh (tuổi)            | Số trận | Câu lạc bộ          |
| -- | -- | -------------------- | --------------------------- | ------- | ------------------- |
| 1  | TM | Lyuben Zhilkov       | 15 tháng 11, 1965 (19 tuổi) |         | Pirin Blagoevgrad   |
| 2  | HV | Dimitre Kalkanov     | 5 tháng 4, 1966 (19 tuổi)   |         | Lokomotiv Plovdiv   |
| 3  | HV | Pavel Dotchev        | 28 tháng 9, 1965 (19 tuổi)  |         | Lokomotiv Sofia     |
| 4  | HV | Dimitar Vasev        | 10 tháng 9, 1965 (19 tuổi)  |         | Lokomotiv Sofia     |
| 5  | HV | Rosen Pachov         | 11 tháng 3, 1966 (19 tuổi)  |         | Pirin Blagoevgrad   |
| 6  | TV | Aleksandr Ivanov     | 25 tháng 9, 1967 (17 tuổi)  |         | PFC Shumen          |
| 7  | TĐ | Emil Kostadinov      | 12 tháng 8, 1965 (20 tuổi)  |         | Sredetz Sofia       |
| 8  | TV | Ivaylo Kirov         | 30 tháng 12, 1966 (18 tuổi) |         | Sredetz Sofia       |
| 9  | TĐ | Petar Mikhtarski     | 15 tháng 8, 1966 (19 tuổi)  |         | Pirin Blagoevgrad   |
| 10 | TV | Krassimir Balakov    | 29 tháng 3, 1966 (19 tuổi)  |         | Etar Veliko Tarnovo |
| 11 | TĐ | Aleksandar Maznilkov | 30 tháng 11, 1965 (19 tuổi) |         | Lokomotiv Sofia     |
| 12 | TM | Rumen Dankov         | 20 tháng 11, 1965 (19 tuổi) |         | Etar Veliko Tarnovo |
| 13 | HV | Yulian Garev         | 9 tháng 4, 1967 (18 tuổi)   |         | Spartak Pleven      |
| 14 | TV | Lyuboslav Penev      | 31 tháng 8, 1966 (18 tuổi)  |         | Sredetz Sofia       |
| 15 | TV | Radko Kalaydzhiev    | 28 tháng 9, 1967 (17 tuổi)  |         | Beroe Stara Zagora  |
| 16 | TV | Plamen Petkov        | 17 tháng 10, 1967 (17 tuổi) |         | Lokomotiv Rousse    |
| 17 | TV | Zlatko Yankov        | 27 tháng 8, 1966 (18 tuổi)  |         | Neftochimik Burgas  |
| 18 | TĐ | Dimitar Krastev      | 16 tháng 2, 1966 (19 tuổi)  |         | Akademik Sofia      |

### Colombia
Huấn luyện viên: Luis Marroquín
| Số | Vt | Cầu thủ            | Ngày sinh (tuổi)            | Số trận | Câu lạc bộ             |
| -- | -- | ------------------ | --------------------------- | ------- | ---------------------- |
| 1  | TM | René Higuita       | 27 tháng 8, 1966 (18 tuổi)  |         | Atlético Nacional      |
| 2  | TĐ | Carlos Mesa        | 25 tháng 5, 1966 (19 tuổi)  |         | Liga de Nariño         |
| 3  | HV | Álvaro Nuñez       | 9 tháng 6, 1967 (18 tuổi)   |         | Independiente Santa Fe |
| 4  | HV | John Álvarez       | 11 tháng 11, 1965 (19 tuổi) |         | Atlético Nacional      |
| 5  | HV | Jairo Ampudia      | 14 tháng 2, 1966 (19 tuổi)  |         | América de Cali        |
| 6  | TV | José Hurtado       | 21 tháng 2, 1966 (19 tuổi)  |         | América de Cali        |
| 7  | TĐ | John Jairo Tréllez | 29 tháng 4, 1968 (17 tuổi)  |         | Atlético Nacional      |
| 8  | TV | Orlando Maturana   | 11 tháng 10, 1966 (18 tuổi) |         | Atlético Bucaramanga   |
| 9  | HV | Wilmer Cabrera     | 15 tháng 9, 1967 (17 tuổi)  |         | Unattached             |
| 10 | TV | Carlos Álvarez     | 6 tháng 10, 1965 (19 tuổi)  |         | Atlético Nacional      |
| 11 | HV | Diego Láinez       | 7 tháng 9, 1965 (19 tuổi)   |         | Unattached             |
| 12 | TM | Eduardo Niño       | 8 tháng 8, 1967 (18 tuổi)   |         | Independiente Santa Fe |
| 13 | HV | John Jairo Córdoba | 22 tháng 10, 1965 (19 tuổi) |         | Unión Magdalena        |
| 14 | TĐ | Felipe Pérez       | 24 tháng 1, 1967 (18 tuổi)  |         | Atlético Nacional      |
| 15 | TĐ | Rafael Álvarez     | 17 tháng 7, 1966 (19 tuổi)  |         | Liga de Bolívar        |
| 16 | TV | Hugo Caicedo       | 22 tháng 7, 1967 (18 tuổi)  |         | Unattached             |
| 17 | TĐ | John Castaño       | 12 tháng 5, 1966 (19 tuổi)  |         | América de Cali        |
| 18 | TV | Wilson Rodríguez   | 16 tháng 8, 1965 (20 tuổi)  |         | Deportes Tolima        |

### Hungary
Huấn luyện viên: Bertalan Bicskei
| Số | Vt | Cầu thủ         | Ngày sinh (tuổi)           | Số trận | Câu lạc bộ    |
| -- | -- | --------------- | -------------------------- | ------- | ------------- |
| 1  | TM | Zsolt Petry     | 23 tháng 9, 1966 (18 tuổi) |         | MTK           |
| 2  | HV | József Szalma   | 22 tháng 8, 1966 (19 tuổi) |         | Tatabánya     |
| 3  | HV | Attila Pinter   | 7 tháng 5, 1966 (19 tuổi)  |         | Ferencváros   |
| 4  | HV | József Keller   | 25 tháng 9, 1965 (19 tuổi) |         | Ferencváros   |
| 5  | HV | László Szélpál  | 20 tháng 8, 1965 (20 tuổi) |         | SZEOL         |
| 6  | TV | Ervin Kovács    | 24 tháng 1, 1967 (18 tuổi) |         | Újpesti Dózsa |
| 7  | TĐ | Janos Zsinka    | 2 tháng 10, 1965 (19 tuổi) |         | Ferencváros   |
| 8  | TV | Sandor Deak     | 11 tháng 9, 1965 (19 tuổi) |         | Ferencváros   |
| 9  | TĐ | Kálmán Kovács   | 11 tháng 9, 1965 (19 tuổi) |         | Honvéd        |
| 10 | TV | István Vincze   | 22 tháng 1, 1967 (18 tuổi) |         | Tatabánya     |
| 11 | TĐ | Pal Fischer     | 29 tháng 1, 1967 (18 tuổi) |         | Ferencváros   |
| 12 |    | Ferenc Haáz     | 12 tháng 2, 1966 (19 tuổi) |         | Ferencváros   |
| 13 | TV | Robert Csoboth  | 7 tháng 10, 1965 (19 tuổi) |         | Pécs          |
| 14 | TV | Attila Horváth  | 2 tháng 5, 1967 (18 tuổi)  |         | MTK           |
| 15 | TĐ | Gyula Zsivotsky | 21 tháng 4, 1966 (19 tuổi) |         | Ferencváros   |
| 16 | TĐ | József Zvara    | 17 tháng 8, 1966 (19 tuổi) |         | Ferencváros   |
| 17 | TĐ | György Orovecz  | 2 tháng 10, 1967 (17 tuổi) |         | MTK           |
| 18 | TM | Sandor Lanczkor | 16 tháng 3, 1966 (19 tuổi) |         | Ferencváros   |

### Tunisia
Huấn luyện viên: Mrad Mahjoub
| Số | Vt | Cầu thủ           | Ngày sinh (tuổi)            | Số trận | Câu lạc bộ           |
| -- | -- | ----------------- | --------------------------- | ------- | -------------------- |
| 1  | TM | Chokri El Ouaer   | 15 tháng 8, 1966 (19 tuổi)  |         | Étoile Sahel         |
| 2  | HV | Taoufik Mhadhbi   | 19 tháng 12, 1965 (19 tuổi) |         | AS Mégrine           |
| 3  | HV | Lotfi Chihi       | 14 tháng 5, 1966 (19 tuổi)  |         | Olympique Transports |
| 4  | HV | Mohamed Mahjoubi  | 28 tháng 9, 1966 (18 tuổi)  |         | AS Marsa             |
| 5  | HV | Mohamed Abdelhak  | 7 tháng 3, 1966 (19 tuổi)   |         | Club Africain        |
| 6  | TV | Mourad Gharbi     | 25 tháng 1, 1966 (19 tuổi)  |         | CA Bizertin          |
| 7  | TĐ | Mohamed Dergaa    | 16 tháng 1, 1966 (19 tuổi)  |         | CS Sfaxien           |
| 8  | TV | Lotfi Ounis       | 21 tháng 10, 1965 (19 tuổi) |         | SR Sports            |
| 9  | TĐ | Kaïs Yacoubi      | 18 tháng 8, 1966 (19 tuổi)  |         | Club Africain        |
| 10 | TV | Haithem Abid      | 22 tháng 9, 1965 (19 tuổi)  |         | Étoile Sahel         |
| 11 | TĐ | Lotfi Rouissi     | 13 tháng 11, 1965 (19 tuổi) |         | Club Africain        |
| 12 | TV | Mounir El Bez     | 5 tháng 1, 1966 (19 tuổi)   |         | CA Bizertin          |
| 13 | TĐ | Sami Touati       | 29 tháng 8, 1965 (19 tuổi)  |         | Club Africain        |
| 14 | TĐ | Jameleddine Limam | 11 tháng 6, 1967 (18 tuổi)  |         | Stade Tunisien       |
| 15 | TV | Hicham Grioui     | 19 tháng 12, 1965 (19 tuổi) |         | Club Africain        |
| 16 | HV | Mohamed Dagdoug   | 9 tháng 7, 1966 (19 tuổi)   |         | CS Sfaxien           |
| 17 |    | Tarak Haouari     | 25 tháng 3, 1966 (19 tuổi)  |         | AS Gabès             |
| 18 | TM | Ahmed Bourchada   | 22 tháng 9, 1966 (18 tuổi)  |         | CA Bizertin          |

## Bảng B

### Brasil
Huấn luyện viên: Gilson Nunes
| Số | Vt | Cầu thủ          | Ngày sinh (tuổi)            | Số trận | Câu lạc bộ          |
| -- | -- | ---------------- | --------------------------- | ------- | ------------------- |
| 1  | TM | Cláudio Taffarel | 8 tháng 5, 1966 (19 tuổi)   |         | Internacional       |
| 2  | HV | Luciano          | 13 tháng 10, 1965 (19 tuổi) |         | Portuguesa (SP)     |
| 3  | HV | Luis Carlos      | 12 tháng 4, 1966 (19 tuổi)  |         | Grêmio              |
| 4  | HV | Henrique         | 15 tháng 3, 1966 (19 tuổi)  |         | Grêmio              |
| 5  | TV | João Antonio     | 14 tháng 6, 1966 (19 tuổi)  |         | Grêmio              |
| 6  | HV | Dida             | 26 tháng 10, 1965 (19 tuổi) |         | Coritiba            |
| 7  | TV | Silas            | 27 tháng 8, 1965 (19 tuổi)  |         | São Paulo           |
| 8  | TV | Tosin            | 16 tháng 4, 1966 (19 tuổi)  |         | Vitória             |
| 9  | TĐ | Gérson           | 23 tháng 9, 1965 (19 tuổi)  |         | Guarani             |
| 10 | TĐ | Müller           | 31 tháng 1, 1966 (19 tuổi)  |         | São Paulo           |
| 11 | TV | Antonio Carlos   | 21 tháng 12, 1965 (19 tuổi) |         | Vitória             |
| 12 | TM | Chico            | 20 tháng 1, 1967 (18 tuổi)  |         | Grêmio              |
| 13 | HV | Polaco           | 4 tháng 1, 1966 (19 tuổi)   |         | América (SP)        |
| 14 | HV | Stinico          | 20 tháng 9, 1967 (17 tuổi)  |         | Ponte Preta         |
| 15 | TV | Marçal           | 20 tháng 12, 1965 (19 tuổi) |         | Atlético Goianiense |
| 16 | TĐ | Izael            | 20 tháng 9, 1965 (19 tuổi)  |         | América (SP)        |
| 17 | TĐ | Binho            | 24 tháng 3, 1966 (19 tuổi)  |         | Grêmio              |
| 18 | TĐ | Balalo           | 17 tháng 8, 1965 (20 tuổi)  |         | Internacional       |

### Cộng hòa Ireland
Huấn luyện viên: Liam Tuohy
| Số | Vt | Cầu thủ        | Ngày sinh (tuổi)            | Số trận | Câu lạc bộ              |
| -- | -- | -------------- | --------------------------- | ------- | ----------------------- |
| 1  | TM | James Myers    | 4 tháng 12, 1967 (17 tuổi)  |         | St Joseph's             |
| 2  | HV | Pat O'Kelly    | 31 tháng 7, 1967 (18 tuổi)  |         | Home Farm               |
| 3  | HV | Pat Kelch      | 5 tháng 5, 1966 (19 tuổi)   |         | Manchester United       |
| 4  | HV | Tim O'Shea     | 12 tháng 11, 1966 (18 tuổi) |         | Tottenham Hotspur       |
| 5  | HV | Pat Dolan      | 20 tháng 9, 1967 (17 tuổi)  |         | Arsenal                 |
| 6  | HV | Noel Bollard   | 26 tháng 8, 1965 (19 tuổi)  |         | Home Farm               |
| 7  | HV | Seamus Purcell | 10 tháng 9, 1965 (19 tuổi)  |         | Shamrock Rovers         |
| 8  | TV | Martin Bayly   | 14 tháng 6, 1966 (19 tuổi)  |         | Wolverhampton Wanderers |
| 9  | TV | Derek Murray   | 29 tháng 11, 1965 (19 tuổi) |         | Home Farm               |
| 10 | TV | Eamonn Collins | 22 tháng 10, 1965 (19 tuổi) |         | Southampton             |
| 11 | TV | Martin Russell | 27 tháng 4, 1967 (18 tuổi)  |         | Manchester United       |
| 12 | TV | Marcus Tuite   | 11 tháng 5, 1968 (17 tuổi)  |         | Luton Town              |
| 13 | TV | Derek Swan     | 24 tháng 10, 1966 (18 tuổi) |         | Home Farm               |
| 14 | TĐ | Brian Mooney   | 2 tháng 2, 1966 (19 tuổi)   |         | Liverpool               |
| 15 | TĐ | John Neal      | 11 tháng 3, 1966 (19 tuổi)  |         | Millwall                |
| 16 | TM | Paul Kelly     | 6 tháng 11, 1966 (18 tuổi)  |         | Home Farm               |
| 17 | TĐ | Eamonn Dolan   | 20 tháng 9, 1967 (17 tuổi)  |         | West Ham United         |
| 18 | TĐ | Tom McDermott  | 26 tháng 9, 1966 (18 tuổi)  |         | Leeds United            |

### Ả Rập Xê Út
Huấn luyện viên:  Oswaldo Sempaio
| Số | Vt | Cầu thủ              | Ngày sinh (tuổi)            | Số trận | Câu lạc bộ |
| -- | -- | -------------------- | --------------------------- | ------- | ---------- |
| 1  | TM | Samir Al-Solaimani   | 11 tháng 8, 1966 (19 tuổi)  |         | Al-Ahli    |
| 2  | TV | Abdulaziz Al-Razgan  | 6 tháng 12, 1969 (15 tuổi)  |         | Al-Shebab  |
| 3  | HV | Esam Al-Saud         | 15 tháng 9, 1966 (18 tuổi)  |         | Al-Shebab  |
| 4  | HV | Abdulrahman Al-Roomi | 28 tháng 10, 1969 (15 tuổi) |         | Al-Shebab  |
| 5  | HV | Bassim Abu-Dawod     | 7 tháng 11, 1965 (19 tuổi)  |         | Al-Ahli    |
| 6  | TV | Saleh Al-Saleh       | 3 tháng 1, 1966 (19 tuổi)   |         | Al-Nasr    |
| 7  | TĐ | Musaed Ibrahim       | 18 tháng 11, 1965 (19 tuổi) |         | Al-Shebab  |
| 8  | TV | Fahad Al-Bishi       | 10 tháng 9, 1965 (19 tuổi)  |         | Al-Nasr    |
| 9  | TĐ | Hathal Al-Dosari     | 29 tháng 9, 1966 (18 tuổi)  |         | Al-Hilal   |
| 10 | HV | Khaled Al-Muhaizee   | 2 tháng 9, 1966 (18 tuổi)   |         | Al-Nahda   |
| 11 | TĐ | Mohaisen Al-Jam'an   | 6 tháng 4, 1966 (19 tuổi)   |         | Al-Nasr    |
| 12 | TV | Faisal Al-Mowaled    | 2 tháng 10, 1966 (18 tuổi)  |         | Al-Ahli    |
| 13 | HV | Mohammed Al-Maglouth | 15 tháng 9, 1965 (19 tuổi)  |         | Al-Ettifaq |
| 14 | HV | Saad Al-Zafer        | 12 tháng 9, 1967 (17 tuổi)  |         | Al-Hilal   |
| 15 | TM | Ismail Hakami        | 6 tháng 8, 1966 (19 tuổi)   |         | Al-Ittihad |
| 16 | HV | Hassan Al-Habashi    | 9 tháng 11, 1965 (19 tuổi)  |         | Al-Hilal   |
| 17 | TV | Bandar Al-Nakhli     | 25 tháng 10, 1965 (19 tuổi) |         | Ohod       |
| 18 | TM | Khaled Al-Daiyelt    | 8 tháng 11, 1966 (18 tuổi)  |         | Al-Hilal   |

### Tây Ban Nha
Huấn luyện viên: Jesús Pereda
| Số | Vt | Cầu thủ               | Ngày sinh (tuổi)            | Số trận | Câu lạc bộ        |
| -- | -- | --------------------- | --------------------------- | ------- | ----------------- |
| 1  | TM | Juan Carlos Unzué     | 22 tháng 4, 1967 (18 tuổi)  |         | Osasuna           |
| 2  | HV | Marcelino García      | 14 tháng 8, 1965 (20 tuổi)  |         | Sporting de Gijón |
| 3  | HV | César Mendiondo       | 25 tháng 6, 1966 (19 tuổi)  |         | Atlético Madrid   |
| 4  | HV | Rafael Paz            | 2 tháng 8, 1965 (20 tuổi)   |         | Sevilla           |
| 5  | HV | Pedro Arozarena       | 24 tháng 2, 1966 (19 tuổi)  |         | Osasuna           |
| 6  | HV | José Tirado           | 4 tháng 11, 1965 (19 tuổi)  |         | Sevilla           |
| 7  | HV | Patxi Ferreira        | 22 tháng 5, 1967 (18 tuổi)  |         | Athletic Bilbao   |
| 8  | TV | Iñigo Lizarralde      | 14 tháng 6, 1966 (19 tuổi)  |         | Athletic Bilbao   |
| 9  | TV | José Aurelio Gay      | 10 tháng 12, 1965 (19 tuổi) |         | Real Madrid       |
| 10 | TV | Fernando Gómez        | 11 tháng 9, 1965 (19 tuổi)  |         | Valencia          |
| 11 | TV | Nayim                 | 5 tháng 11, 1966 (18 tuổi)  |         | Barcelona         |
| 12 | TV | Juanma Sánchez        | 4 tháng 11, 1966 (18 tuổi)  |         | Málaga            |
| 13 | TM | Julen Lopetegui       | 28 tháng 8, 1966 (18 tuổi)  |         | Real Sociedad     |
| 14 | TĐ | Ion Andoni Goikoetxea | 21 tháng 10, 1965 (19 tuổi) |         | Osasuna           |
| 15 | TĐ | Manuel Peña           | 18 tháng 12, 1965 (19 tuổi) |         | Real Valladolid   |
| 16 | TĐ | Francisco López López | 19 tháng 11, 1965 (19 tuổi) |         | Barcelona         |
| 17 | TĐ | Sebastián Losada      | 3 tháng 9, 1967 (17 tuổi)   |         | Real Madrid       |
| 18 | TĐ | Francis Cabral        | 3 tháng 11, 1965 (19 tuổi)  |         | Cádiz             |

## Bảng C

### Úc
Huấn luyện viên:  Jim Shoulder
| Số | Vt | Cầu thủ                | Ngày sinh (tuổi)            | Số trận | Câu lạc bộ                    |
| -- | -- | ---------------------- | --------------------------- | ------- | ----------------------------- |
| 1  | TM | Paul Jones             | 1 tháng 1, 1967 (18 tuổi)   |         | Australian Institute of Sport |
| 2  | HV | Robert Hooker          | 6 tháng 3, 1967 (18 tuổi)   |         | Australian Institute of Sport |
| 3  | HV | John Gregson           | 23 tháng 8, 1965 (20 tuổi)  |         | Melita Eagles                 |
| 4  | HV | Mark Jones             | 5 tháng 6, 1966 (19 tuổi)   |         | Newcastle Rosebud             |
| 5  | HV | Loucas Kotzamichalis   | 12 tháng 5, 1966 (19 tuổi)  |         | Melbourne Croatia             |
| 6  | TV | Andrew Koczka          | 9 tháng 9, 1965 (19 tuổi)   |         | St George                     |
| 7  | TĐ | Alex Bundalo           | 18 tháng 5, 1966 (19 tuổi)  |         | Wollongong City               |
| 8  | TV | John Panagis           | 28 tháng 3, 1966 (19 tuổi)  |         | West Adelaide                 |
| 9  | TĐ | Peter Petrovski        | 25 tháng 9, 1966 (18 tuổi)  |         | St George                     |
| 10 | TV | Lou Hristodolou        | 7 tháng 8, 1967 (18 tuổi)   |         | Australian Institute of Sport |
| 11 | TV | Chris Kalantzis        | 22 tháng 7, 1967 (18 tuổi)  |         | Sydney Olympic                |
| 12 | HV | Michael McLennan       | 13 tháng 4, 1967 (18 tuổi)  |         | Australian Institute of Sport |
| 13 | TĐ | Sean Ingham            | 13 tháng 8, 1965 (20 tuổi)  |         | Australian Institute of Sport |
| 14 | TĐ | Warren Spink           | 4 tháng 10, 1966 (18 tuổi)  |         | Preston Makedonia             |
| 15 | TV | Richard Bassingthwaite | 18 tháng 8, 1965 (20 tuổi)  |         | Brisbane Lions                |
| 16 | TV | David Sharpe           | 29 tháng 6, 1966 (19 tuổi)  |         | Australian Institute of Sport |
| 17 | HV | Ange Postecoglou       | 27 tháng 8, 1965 (19 tuổi)  |         | South Melbourne               |
| 18 | TM | Mirko Runje            | 14 tháng 10, 1966 (18 tuổi) |         | Melbourne Croatia             |

### Canada
Huấn luyện viên:  Bob Bearpark
| Số | Vt | Cầu thủ               | Ngày sinh (tuổi)            | Số trận | Câu lạc bộ            |
| -- | -- | --------------------- | --------------------------- | ------- | --------------------- |
| 1  | TM | Bryan Rosenfeld       | 8 tháng 5, 1966 (19 tuổi)   |         | Thunder Bay           |
| 2  | HV | Lino Tomasetti        | 3 tháng 6, 1966 (19 tuổi)   |         | Hamilton              |
| 3  | HV | Peter Gilfillan       | 29 tháng 12, 1965 (19 tuổi) |         | Ontario U-18          |
| 4  | HV | Jeff Cambridge        | 22 tháng 11, 1966 (18 tuổi) |         | Ontario U-18          |
| 5  | HV | John DiPasquale       | 13 tháng 1, 1966 (19 tuổi)  |         | Ontario U-18          |
| 6  | TV | Peter Sloly           | 5 tháng 8, 1966 (19 tuổi)   |         | Ontario U-18          |
| 7  | TV | Lucio Ianiero         | 13 tháng 12, 1966 (18 tuổi) |         | Ontario U-18          |
| 8  | TV | Pierre-Richard Thomas | 20 tháng 3, 1966 (19 tuổi)  |         | Montreal              |
| 9  | TĐ | Alex Bunbury          | 18 tháng 6, 1967 (18 tuổi)  |         | Quebec U-18           |
| 10 | TV | Pat Cubellis          | 7 tháng 2, 1967 (18 tuổi)   |         | Ontario U-18          |
| 11 | TV | Ramy Rajballie        | 9 tháng 4, 1967 (18 tuổi)   |         | St Andrews            |
| 12 | TV | Franz Simon           | 29 tháng 9, 1965 (19 tuổi)  |         | Ontario U-18          |
| 13 | TĐ | Doug McNaught         | 6 tháng 7, 1967 (18 tuổi)   |         | Ontario U-18          |
| 14 | TV | David Phillips        | 25 tháng 5, 1966 (19 tuổi)  |         | Alberta U-18          |
| 15 | TĐ | Larry Pretto          | 4 tháng 4, 1966 (19 tuổi)   |         | Ontario U-18          |
| 16 | HV | Brian Bullen          | 6 tháng 6, 1966 (19 tuổi)   |         | Ontario U-18          |
| 17 | TV | Gregor Young          | 8 tháng 2, 1966 (19 tuổi)   |         | British Columbia U-18 |
| 18 | TM | Harry Hoole           | 22 tháng 1, 1966 (19 tuổi)  |         | Ontario U-18          |

- Player 18 is also called Larry Houle in some sources.

### Nigeria
Huấn luyện viên:  Paul Hamilton
| Số | Vt | Cầu thủ              | Ngày sinh (tuổi)            | Số trận | Câu lạc bộ       |
| -- | -- | -------------------- | --------------------------- | ------- | ---------------- |
| 1  | TM | Alloy Agu            | 12 tháng 7, 1967 (18 tuổi)  |         | NEPA Lagos       |
| 2  | HV | Godwin Eveh          | 1 tháng 6, 1968 (17 tuổi)   |         | First Bank       |
| 3  | HV | Kingsley Onye        | 5 tháng 8, 1966 (19 tuổi)   |         | Enugu Rangers    |
| 4  | HV | Waidi Akanni         | 3 tháng 4, 1969 (16 tuổi)   |         | NEPA Lagos       |
| 5  | HV | Andrew Uwe           | 12 tháng 10, 1967 (17 tuổi) |         | Leventis United  |
| 6  | TV | Michael Odu          | 24 tháng 2, 1966 (19 tuổi)  |         | Flash Flamingoes |
| 7  | TĐ | Michael Dominic      | 12 tháng 9, 1969 (15 tuổi)  |         | First Bank       |
| 8  | TV | Augustine Igbinabaro | 7 tháng 8, 1967 (18 tuổi)   |         | New Nigeria Bank |
| 9  | TĐ | Monday Odiaka        | 12 tháng 10, 1966 (18 tuổi) |         | ACB Lagos        |
| 10 | TV | Obabaifo Osaro       | 1 tháng 8, 1966 (19 tuổi)   |         | Flash Flamingoes |
| 11 | TĐ | Mark Anunobi         | 12 tháng 10, 1967 (17 tuổi) |         | NNPC             |
| 12 | TĐ | Ndubuisi Okosieme    | 28 tháng 9, 1966 (18 tuổi)  |         | Julius Berger    |
| 13 | TV | Samson Siasia        | 14 tháng 8, 1967 (18 tuổi)  |         | Flash Flamingoes |
| 14 | HV | Titus Mba            | 5 tháng 5, 1968 (17 tuổi)   |         | Flash Flamingoes |
| 15 | TV | Niyi Adeleye         | 19 tháng 10, 1966 (18 tuổi) |         | Julius Berger    |
| 16 | TV | Wasiu Ipaye          | 6 tháng 7, 1968 (17 tuổi)   |         | First Bank       |
| 17 | TM | Christian Obi        | 2 tháng 1, 1967 (18 tuổi)   |         | Julius Berger    |
| 18 | TM | Uche Ikeogu          | 28 tháng 12, 1967 (17 tuổi) |         | Standards Jos    |

### Liên Xô
Huấn luyện viên: Sergei Mosyagin
| Số | Vt | Cầu thủ              | Ngày sinh (tuổi)            | Số trận | Câu lạc bộ           |
| -- | -- | -------------------- | --------------------------- | ------- | -------------------- |
| 1  | TM | Igor Kutepov         | 17 tháng 12, 1967 (17 tuổi) |         | Metallist Kharkov    |
| 2  | HV | Gela Ketashvili      | 27 tháng 9, 1965 (19 tuổi)  |         | Dynamo Tbilisi       |
| 3  | HV | Vladimir Gorilyi     | 11 tháng 10, 1965 (19 tuổi) |         | Dynamo Kiev          |
| 4  | HV | Soso Chedia          | 9 tháng 10, 1965 (19 tuổi)  |         | Dynamo Tbilisi       |
| 5  | HV | Sergey Kolotovkin    | 28 tháng 9, 1965 (19 tuổi)  |         | Zenit Leningrad      |
| 6  | TV | Valdas Ivanauskas    | 31 tháng 7, 1966 (19 tuổi)  |         | CSKA Moscow          |
| 7  | TV | Sergei Khudozhilov   | 6 tháng 9, 1965 (19 tuổi)   |         | Dnepr Dnepropetrovsk |
| 8  | TV | Vyacheslav Medvid    | 28 tháng 8, 1965 (19 tuổi)  |         | CSKA Moscow          |
| 9  | TĐ | Sergei Savchenko     | 10 tháng 8, 1966 (19 tuổi)  |         | CSKA Moscow          |
| 10 | TV | Vladimir Tatarchuk   | 25 tháng 4, 1966 (19 tuổi)  |         | CSKA Moscow          |
| 11 | TĐ | Igor Sklyarov        | 31 tháng 8, 1966 (18 tuổi)  |         | SKA Rostov on Don    |
| 12 | HV | Andrey Mokh          | 20 tháng 10, 1966 (18 tuổi) |         | CSKA Moscow          |
| 13 | TĐ | Oleg Kuzhlev         | 12 tháng 8, 1966 (19 tuổi)  |         | Spartak Moscow       |
| 14 |    | Oleg Serdyuk         | 22 tháng 8, 1966 (19 tuổi)  |         | Iskra Smolensk       |
| 15 | TĐ | Rolandas Bubliauskas | 10 tháng 9, 1966 (18 tuổi)  |         | Zalgiris Vilnius     |
| 16 | TM | Andrei Manannikov    | 5 tháng 8, 1965 (20 tuổi)   |         | Pamir Dushanbe       |
| 17 | TV | Armands Zeiberliņš   | 13 tháng 8, 1965 (20 tuổi)  |         | SKA Rostov on Don    |
| 18 |    | Aleksandr Yesipov    | 14 tháng 9, 1965 (19 tuổi)  |         | Metallist Kharkov    |

## Bảng D

### Trung Quốc
Huấn luyện viên: Zhang Zhicheng
| Số | Vt | Cầu thủ       | Ngày sinh (tuổi)            | Số trận | Câu lạc bộ |
| -- | -- | ------------- | --------------------------- | ------- | ---------- |
| 1  | TM | Xu Tao        | 9 tháng 8, 1965 (20 tuổi)   |         | Liaoning   |
| 2  | HV | Dong Yugang   | 4 tháng 10, 1965 (19 tuổi)  |         | Beijing    |
| 3  | TĐ | Zhao Xudong   | 24 tháng 11, 1965 (19 tuổi) |         | Beijing    |
| 4  | HV | Yang Feipeng  | 4 tháng 8, 1966 (19 tuổi)   |         | Yunnan     |
| 5  | HV | Li Hongbing   | 10 tháng 8, 1965 (20 tuổi)  |         | Jiangsu    |
| 6  | HV | Ju Lijin      | 31 tháng 1, 1966 (19 tuổi)  |         | Shanghai   |
| 7  | TV | Pang Zhijian  | 14 tháng 11, 1965 (19 tuổi) |         | Guangxi    |
| 8  | TV | Gong Lei      | 15 tháng 10, 1965 (19 tuổi) |         | Beijing    |
| 9  | TĐ | Gao Hongbo    | 21 tháng 1, 1966 (19 tuổi)  |         | Beijing    |
| 10 | TĐ | Zhang Yan     | 3 tháng 10, 1966 (18 tuổi)  |         | Beijing    |
| 11 | TV | You Kewei     | 12 tháng 11, 1965 (19 tuổi) |         | Shenyang   |
| 12 | TM | Lun Zhiming   | 4 tháng 10, 1965 (19 tuổi)  |         | Guangzhou  |
| 13 | TM | Li Jiandong   | 20 tháng 8, 1965 (20 tuổi)  |         | Beijing    |
| 14 | TV | Fu Bo         | 20 tháng 9, 1965 (19 tuổi)  |         | Liaoning   |
| 15 | TĐ | Li Hui        | 8 tháng 9, 1965 (19 tuổi)   |         | Liaoning   |
| 16 | HV | Yang Weijian  | 2 tháng 9, 1965 (19 tuổi)   |         | Shandong   |
| 17 | TĐ | Song Lianyong | 8 tháng 10, 1965 (19 tuổi)  |         | Tianjin    |
| 18 | TV | Gao Zhongxun  | 4 tháng 10, 1965 (19 tuổi)  |         | Jilin      |

### Anh
Huấn luyện viên: Dave Sexton
| Số | Vt | Cầu thủ           | Ngày sinh (tuổi)            | Số trận | Câu lạc bộ          |
| -- | -- | ----------------- | --------------------------- | ------- | ------------------- |
| 1  | TM | No Goalkeeper     | N/A                         |         | No Club             |
| 2  | HV | Terry Howard      | 26 tháng 2, 1966 (19 tuổi)  |         | Crystal Palace      |
| 3  | HV | Michael Thomas    | 24 tháng 8, 1967 (18 tuổi)  |         | Arsenal             |
| 4  | TV | Gary Stebbing     | 11 tháng 8, 1965 (20 tuổi)  |         | Crystal Palace      |
| 5  | TV | John Beresford    | 4 tháng 9, 1966 (18 tuổi)   |         | Manchester City     |
| 6  | HV | David Corner      | 15 tháng 5, 1966 (19 tuổi)  |         | Sunderland          |
| 7  | TĐ | Richard Cooke     | 4 tháng 9, 1965 (19 tuổi)   |         | Tottenham Hotspur   |
| 8  | TĐ | Paul Moulden      | 6 tháng 9, 1967 (17 tuổi)   |         | Manchester City     |
| 9  | TĐ | Robbie Wakenshaw  | 22 tháng 12, 1965 (19 tuổi) |         | Everton             |
| 10 | TV | Stephen Scott     | 8 tháng 5, 1965 (20 tuổi)   |         | Queens Park Rangers |
| 11 | TĐ | Withdrawn striker | N/A                         |         | No Club             |
| 12 | TĐ | Nicky Wood        | 11 tháng 1, 1966 (19 tuổi)  |         | Manchester United   |
| 13 | TM | Derick Williams   | 5 tháng 10, 1965 (19 tuổi)  |         | Reading             |
| 14 | TV | Franz Carr        | 24 tháng 9, 1966 (18 tuổi)  |         | Nottingham Forest   |
| 15 | TĐ | Mark Stein        | 29 tháng 1, 1966 (19 tuổi)  |         | Luton Town          |
| 16 | TM | Darren Heyes      | 11 tháng 1, 1967 (18 tuổi)  |         | Nottingham Forest   |
| 17 | TV | Philip Priest     | 9 tháng 9, 1966 (18 tuổi)   |         | Chelsea             |
| 18 | HV | Simon Ratcliffe   | 8 tháng 2, 1967 (18 tuổi)   |         | Manchester United   |

- Only 16 players in Anh squad.

### México
Huấn luyện viên: Jesús del Muro
| Số | Vt | Cầu thủ                        | Ngày sinh (tuổi)            | Số trận | Câu lạc bộ        |
| -- | -- | ------------------------------ | --------------------------- | ------- | ----------------- |
| 1  | TM | Alejandro García               | 26 tháng 2, 1961 (24 tuổi)  |         | Neza              |
| 2  | HV | Teodoro Orozco                 | 22 tháng 10, 1963 (21 tuổi) |         | Irapuato          |
| 3  | HV | Ángel Torres                   | 1 tháng 10, 1965 (19 tuổi)  |         | Guadalajara       |
| 4  | HV | José Salatiel                  | 23 tháng 7, 1967 (18 tuổi)  |         | Atlético Potosino |
| 5  | HV | Guillermo Huerta               | 4 tháng 9, 1967 (17 tuổi)   |         | América           |
| 6  | TĐ | Víctor Medina                  | 9 tháng 10, 1964 (20 tuổi)  |         | Atlético Potosino |
| 7  | TV | Guillermo Vázquez              | 25 tháng 5, 1967 (18 tuổi)  |         | UNAM              |
| 8  | TV | José de la Torre               | 13 tháng 11, 1965 (19 tuổi) |         | Guadalajara       |
| 9  | TV | Alberto García Aspe            | 11 tháng 5, 1967 (18 tuổi)  |         | UNAM              |
| 10 | TĐ | Francisco Cruz                 | 24 tháng 5, 1966 (19 tuổi)  |         | Monterrey         |
| 11 | TĐ | Juan Francisco Uribe Ronquillo | 11 tháng 1, 1964 (21 tuổi)  |         | Pumas Enep        |
| 12 | TM | Héctor Quintero                | 6 tháng 8, 1964 (21 tuổi)   |         | Tecos UAG         |
| 13 | HV | Ignacio Herrera                | 10 tháng 10, 1967 (17 tuổi) |         | Cruz Azul         |
| 14 | TV | Alejandro Frías                | 24 tháng 12, 1967 (17 tuổi) |         | Puebla            |
| 15 |    | Héctor Almazan                 | 8 tháng 12, 1965 (19 tuổi)  |         | Tecos UAG         |
| 16 | TV | Ignacio Ambríz                 | 7 tháng 2, 1965 (20 tuổi)   |         | Necaxa            |
| 17 | TĐ | David Patiño                   | 6 tháng 9, 1967 (17 tuổi)   |         | Pumas Enep        |
| 18 | TĐ | Héctor Becerra                 | 10 tháng 5, 1965 (20 tuổi)  |         | Monterrey         |

### Paraguay
Huấn luyện viên: Salvador Breglia
| Số | Vt | Cầu thủ            | Ngày sinh (tuổi)            | Số trận | Câu lạc bộ       |
| -- | -- | ------------------ | --------------------------- | ------- | ---------------- |
| 1  | TM | Balbino Balbuena   | 31 tháng 3, 1966 (19 tuổi)  |         | Cerro Porteño    |
| 2  | HV | Virginio Cáceres   | 21 tháng 5, 1966 (19 tuổi)  |         | Guaraní          |
| 3  | HV | Isidoro Aquino     | 4 tháng 4, 1966 (19 tuổi)   |         | Sportivo Luqueño |
| 4  | HV | Pelagio Sánchez    | 8 tháng 10, 1965 (19 tuổi)  |         | Sol de América   |
| 5  | HV | Fulgencio Díaz     | 16 tháng 1, 1966 (19 tuổi)  |         | Libertad         |
| 6  | TV | Julio César Franco | 1 tháng 10, 1965 (19 tuổi)  |         | Guaraní          |
| 7  | TĐ | Eumelio Palacios   | 15 tháng 9, 1965 (19 tuổi)  |         | Libertad         |
| 8  | TV | Adolfo Jara        | 29 tháng 12, 1965 (19 tuổi) |         | Olimpia          |
| 9  | TĐ | Amancio Mereles    | 10 tháng 2, 1966 (19 tuổi)  |         | River Plate      |
| 10 | TV | José Paniagua      | 24 tháng 8, 1965 (20 tuổi)  |         | Nacional         |
| 11 | TĐ | Jorge Cartaman     | 20 tháng 8, 1965 (20 tuổi)  |         | Sol de América   |
| 12 | TM | Ubaldo González    | 16 tháng 5, 1966 (19 tuổi)  |         | Sportivo Luqueño |
| 13 |    | César Castro       | 24 tháng 4, 1966 (19 tuổi)  |         | Olimpia          |
| 14 | HV | Marcelino Antero   | 3 tháng 1, 1966 (19 tuổi)   |         | Sol de América   |
| 15 | TV | Adolfo Vera        | 27 tháng 9, 1965 (19 tuổi)  |         | Sportivo Luqueño |
| 16 | TV | Desiderio Díaz     | 19 tháng 9, 1965 (19 tuổi)  |         | Libertad         |
| 17 | TĐ | Luis Jara          | 29 tháng 12, 1965 (19 tuổi) |         | Olimpia          |
| 18 |    | Carlos Galeano     | 15 tháng 8, 1965 (20 tuổi)  |         | Libertad         |